# Biserica Sfântul Dumitru din Teregova
Biserica Sfântul Dumitru este un monument istoric aflat pe teritoriul satului Teregova, comuna Teregova. În Repertoriul Arheologic Național, monumentul apare cu codul 54289.02.

## Localitatea
Teregova este satul de reședință al comunei cu același nume din județul Caraș-Severin, Banat, România. Prima mențiune documentară este din anul 1447.
.

## Istoric și trăsături
Biserica din Teregova a fost construită în anul 1782 în stil baroc. Pictura interioară a fost realizată de pictorul italian Bartolomeo Dellomini. Biserica are hramul Sfântul Dumitru (26 octombrie).

## Imagini

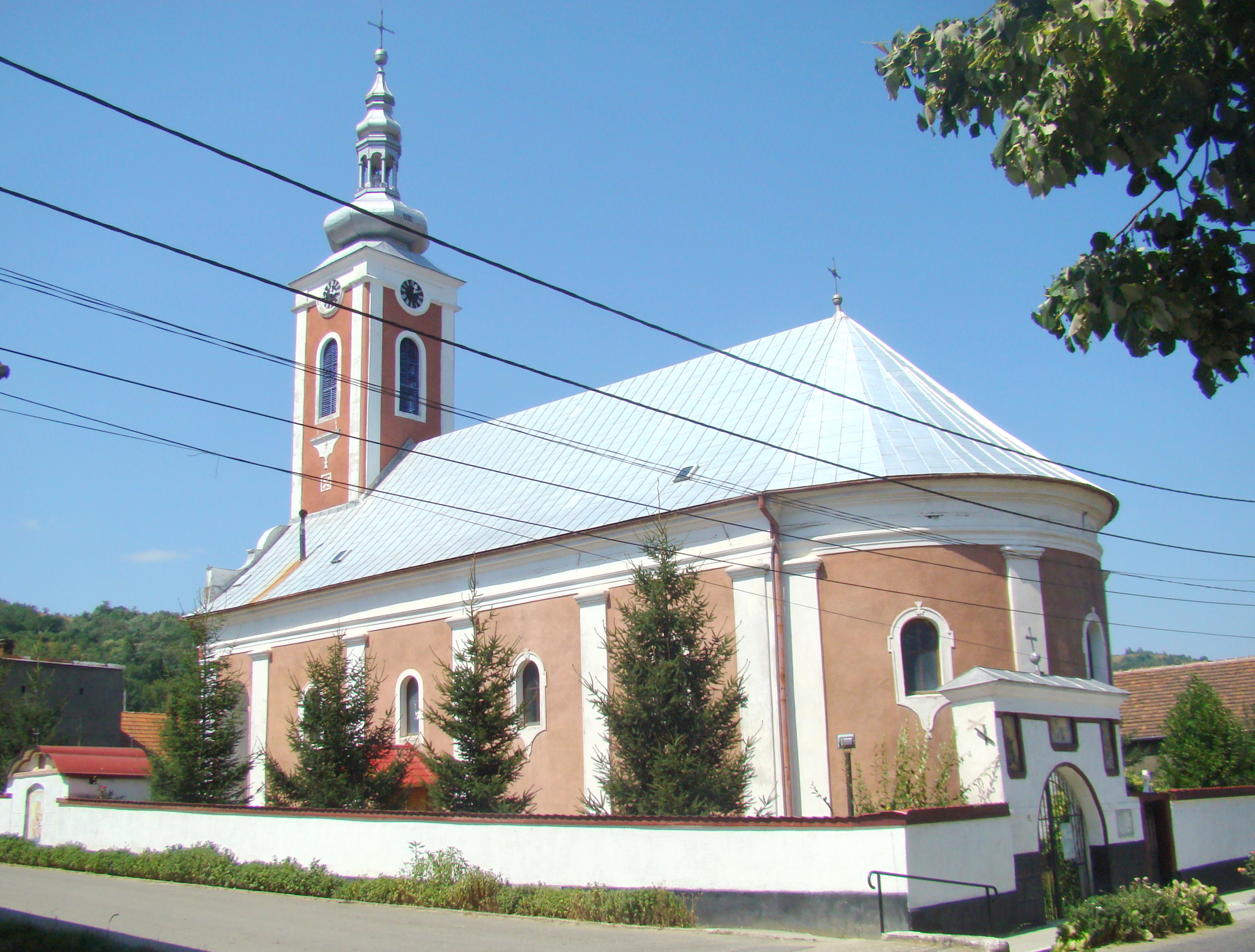
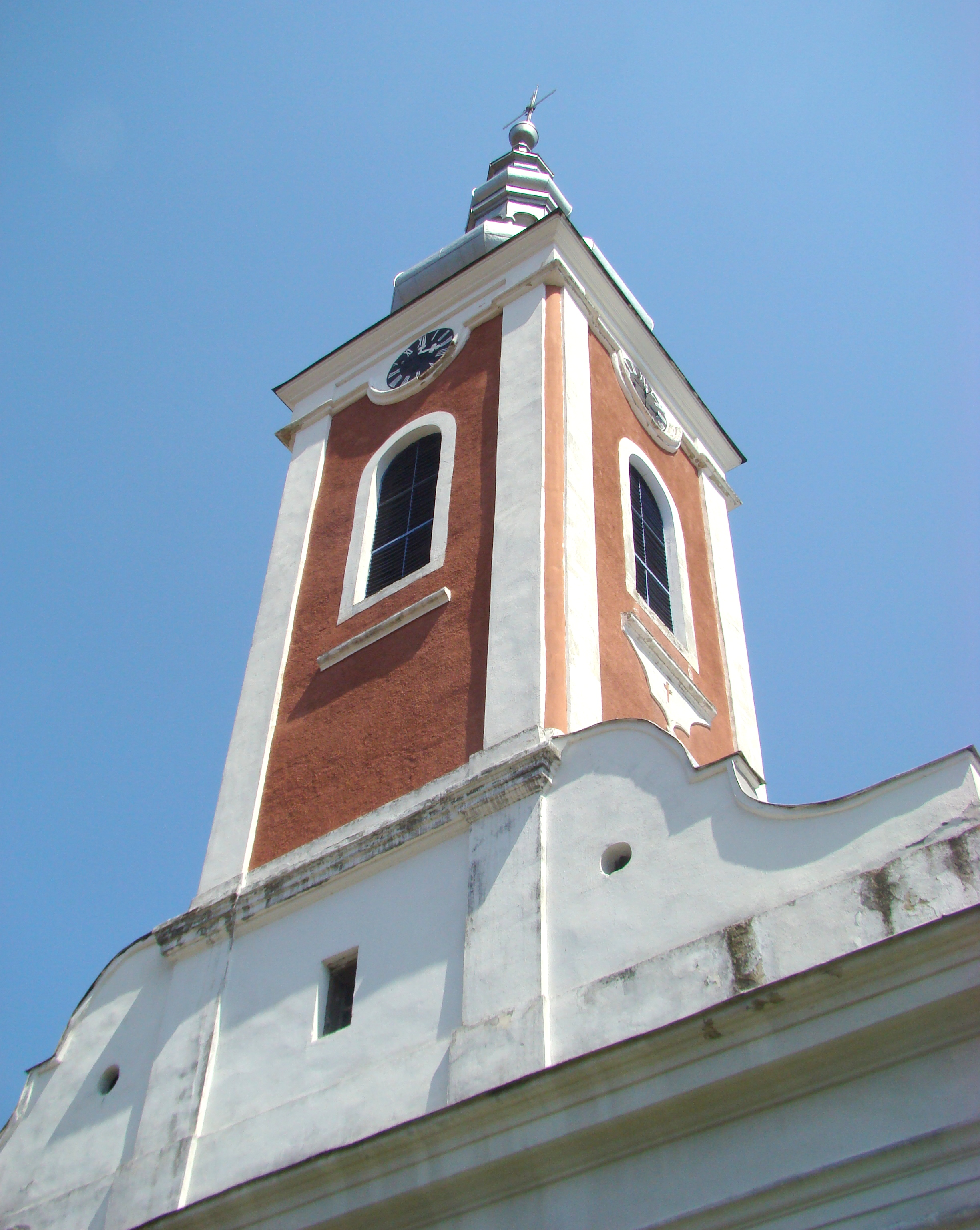
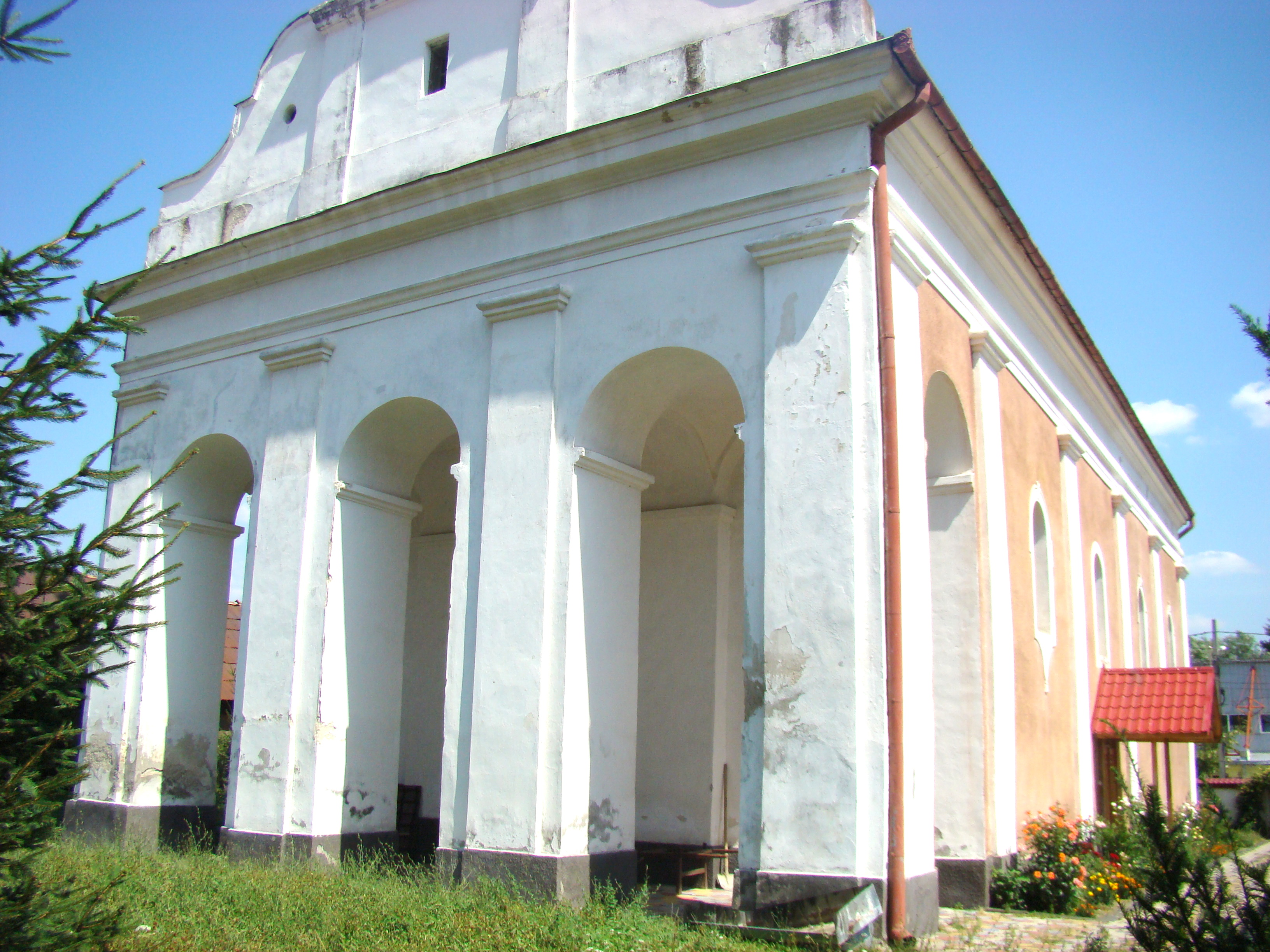
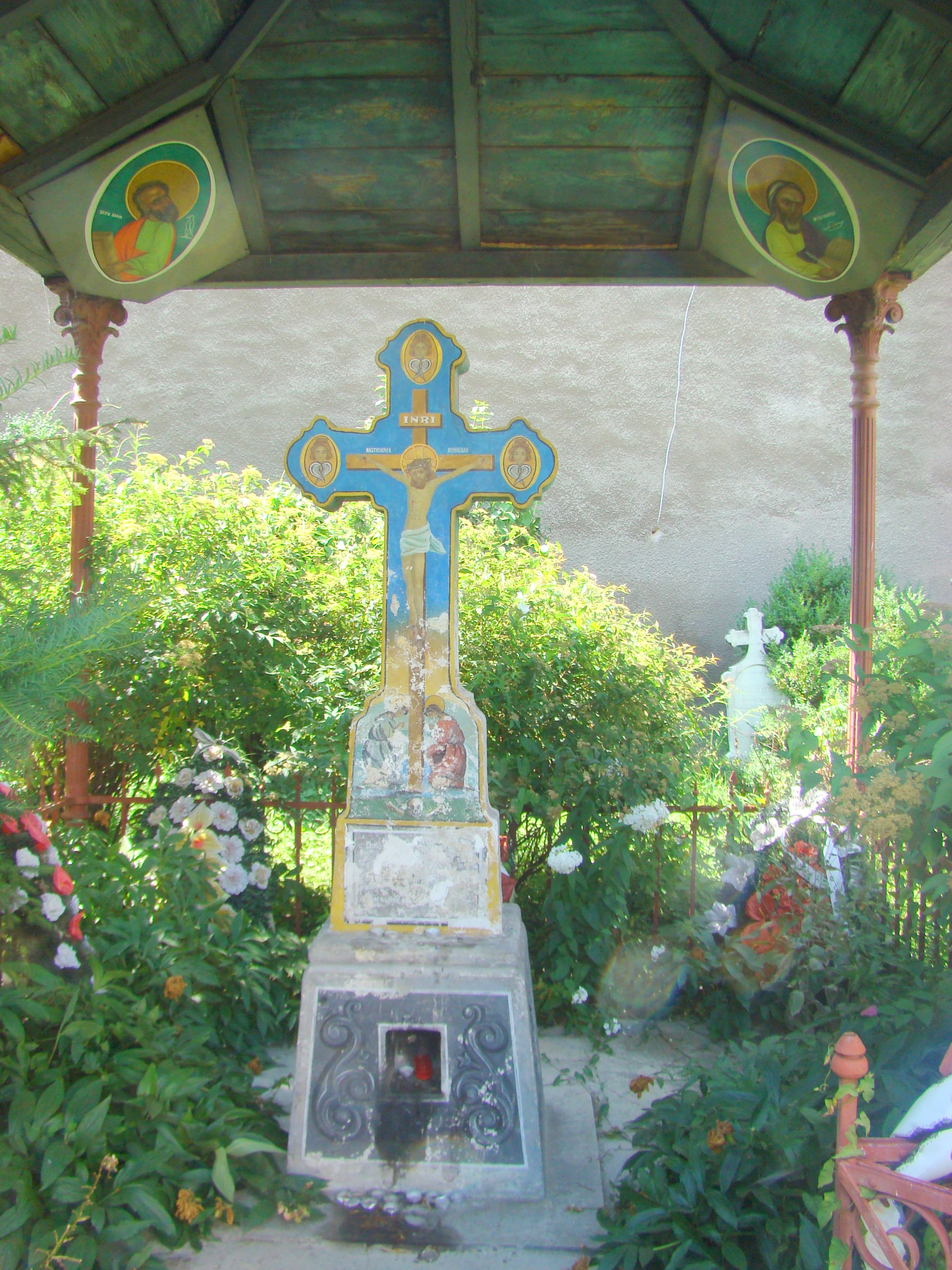
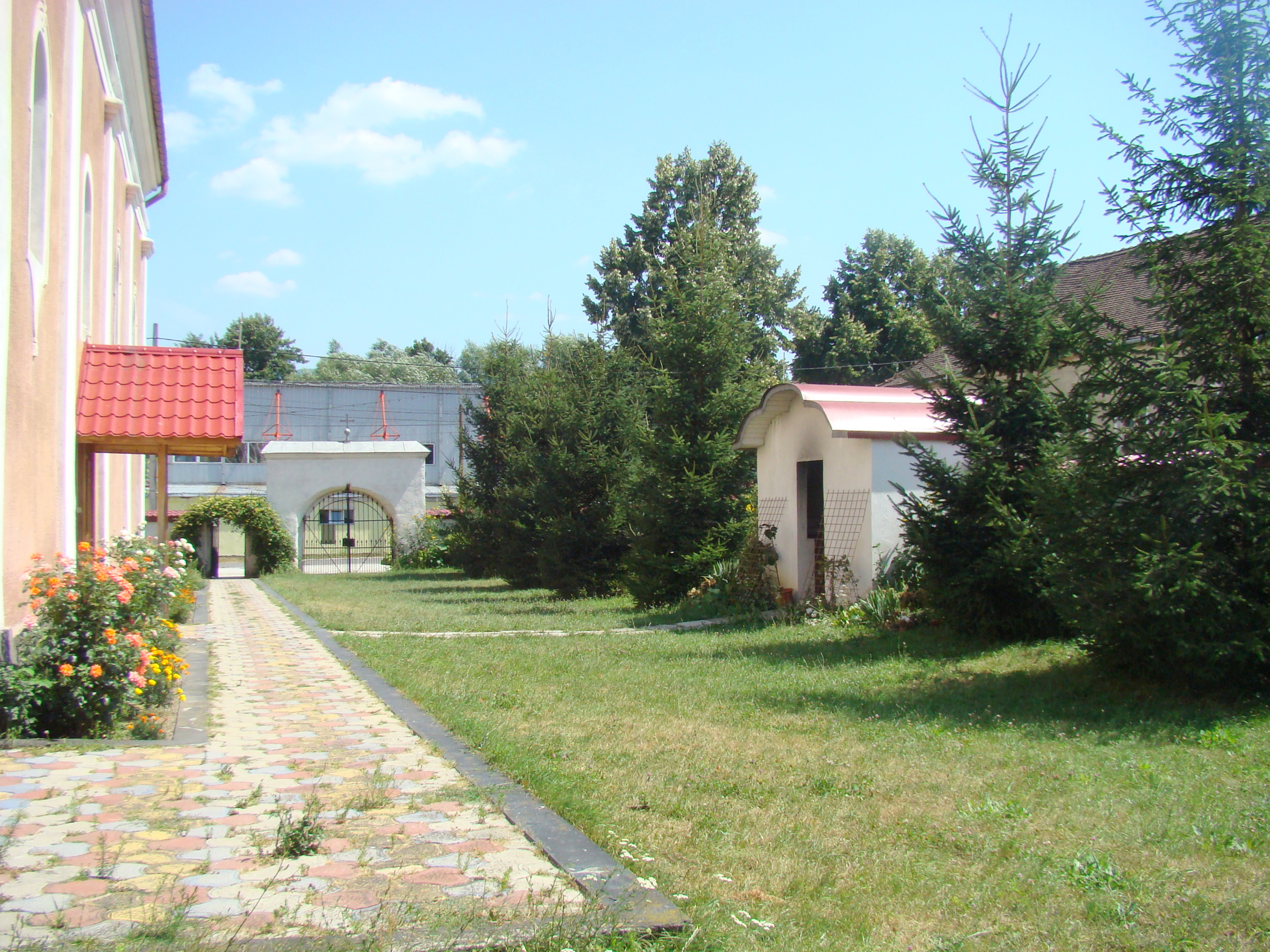
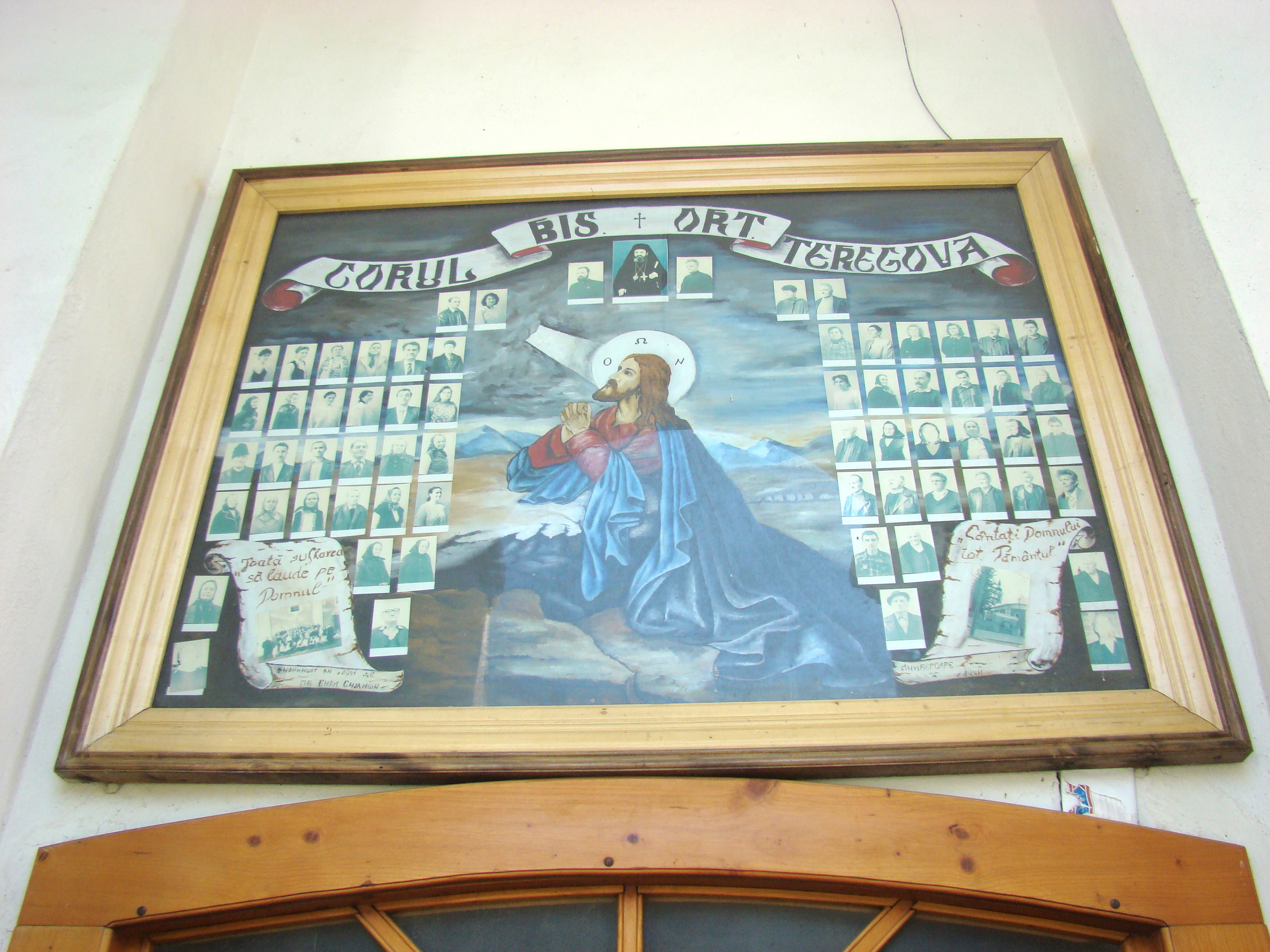
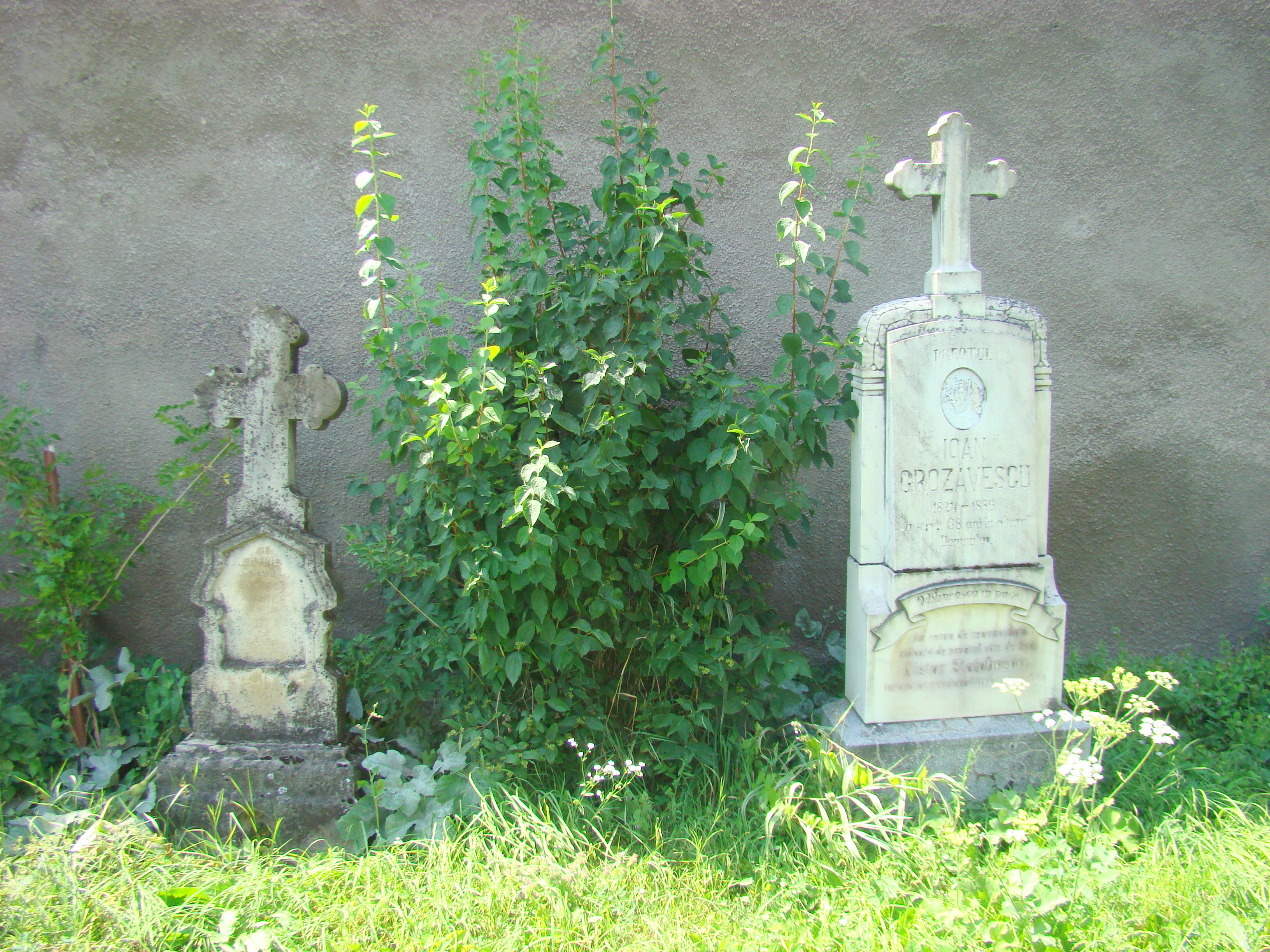
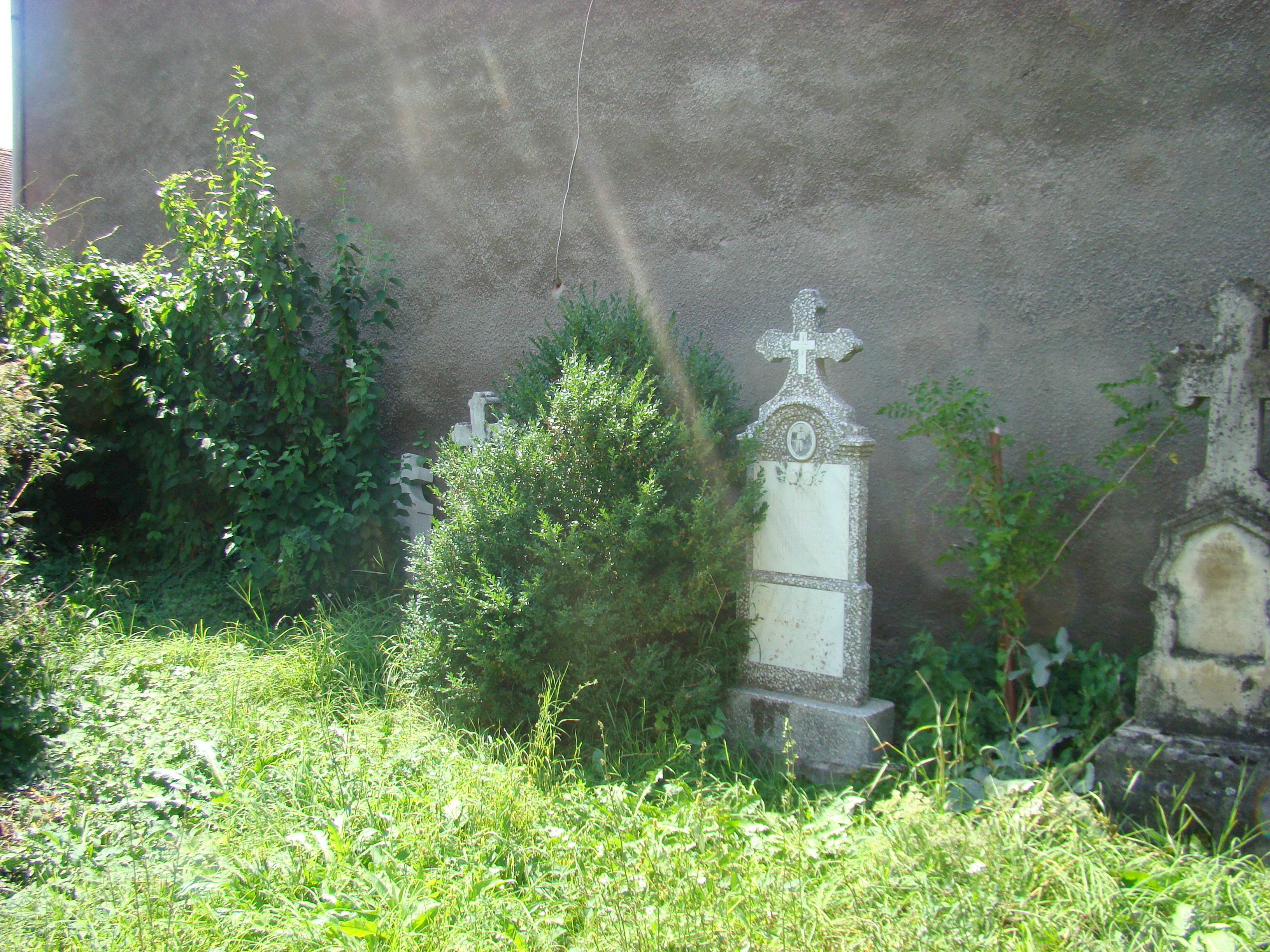
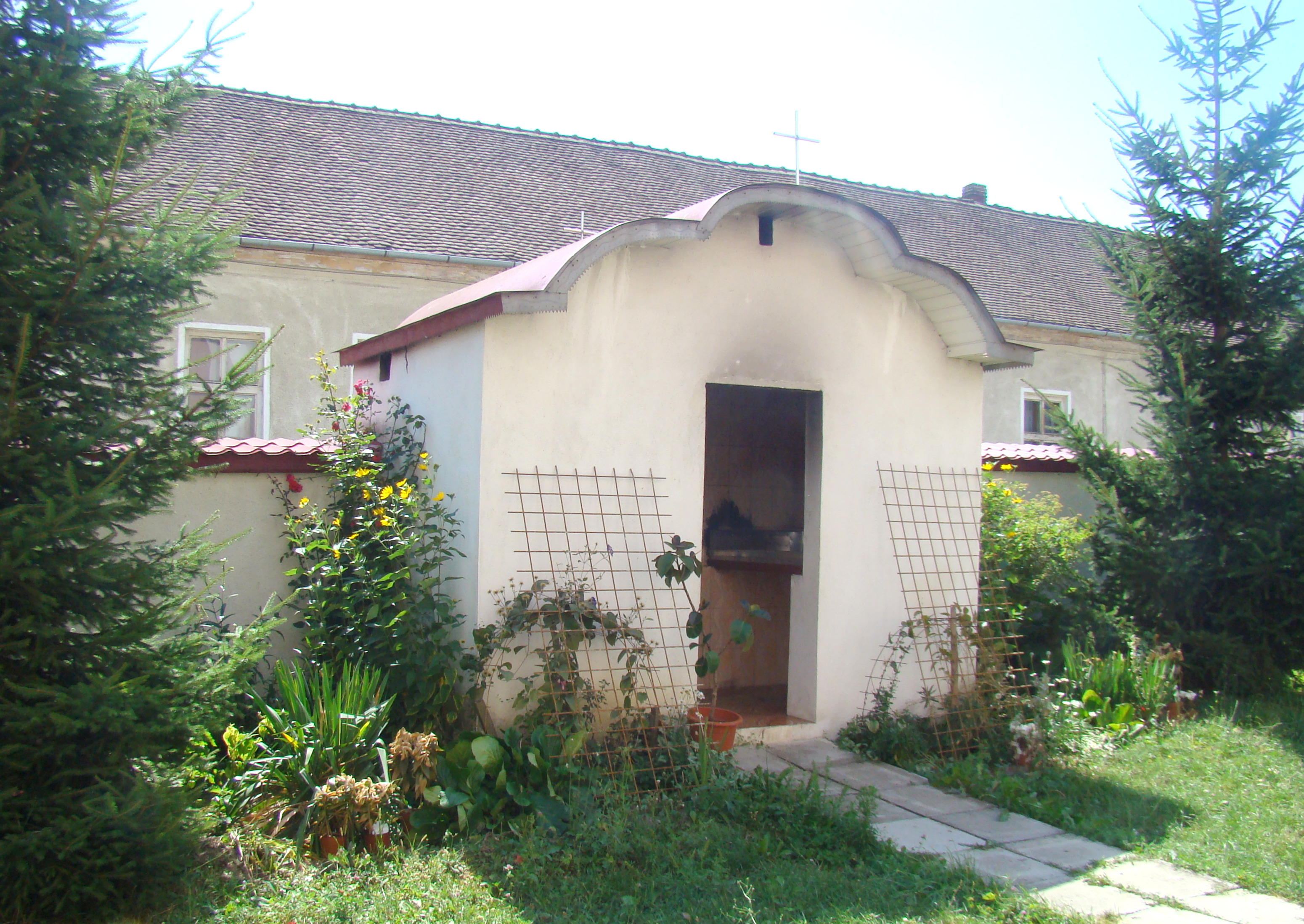
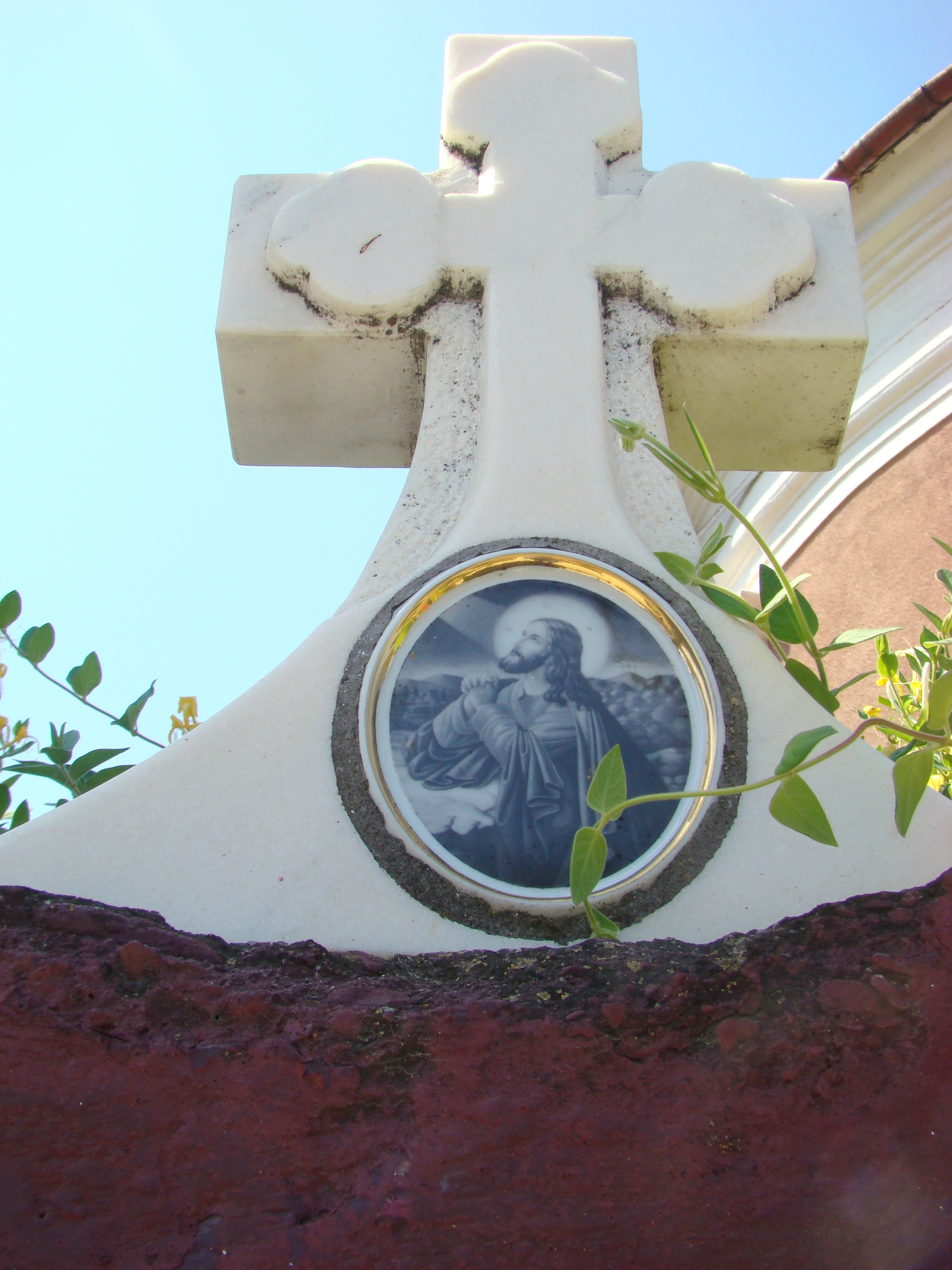
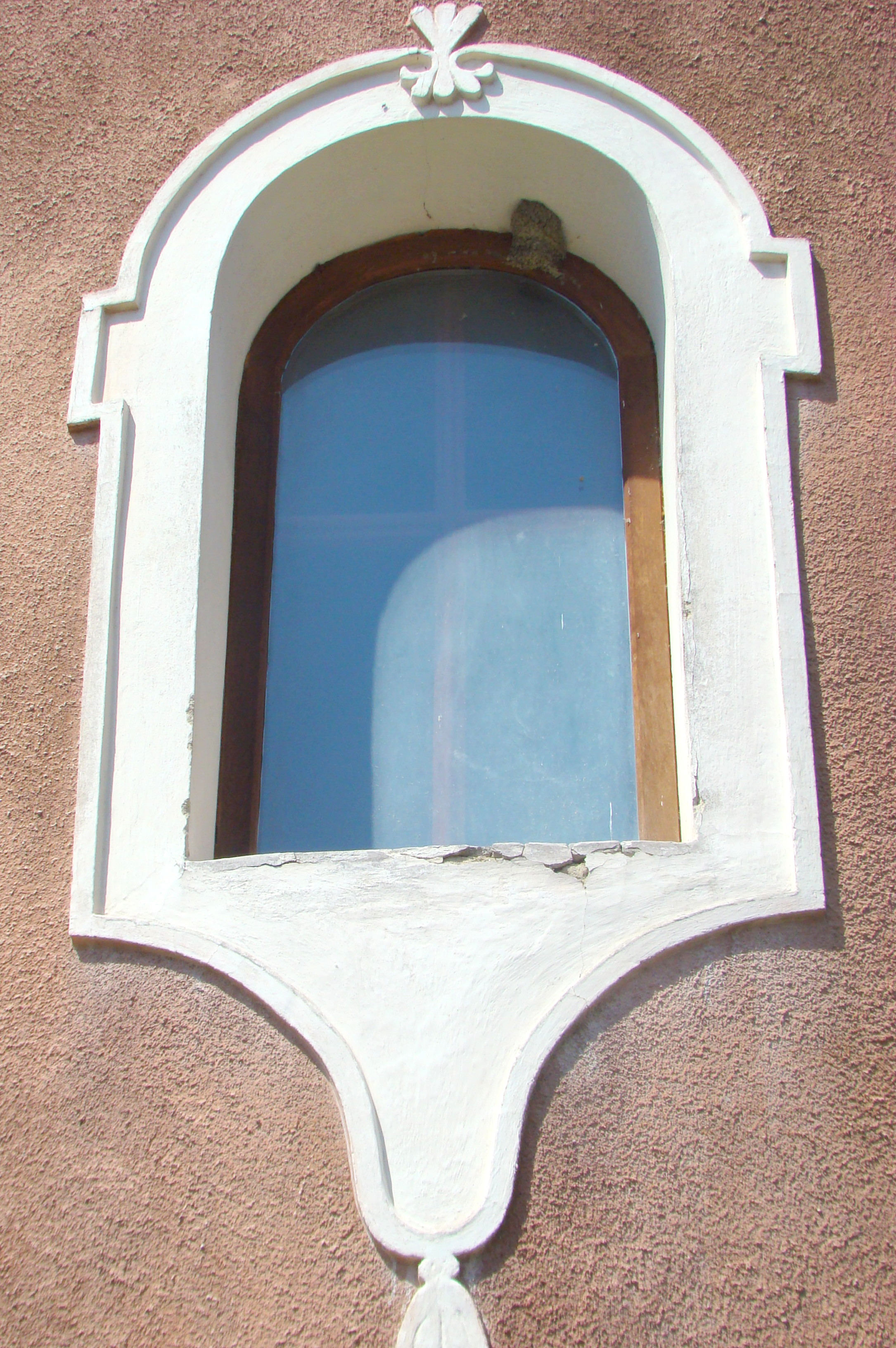
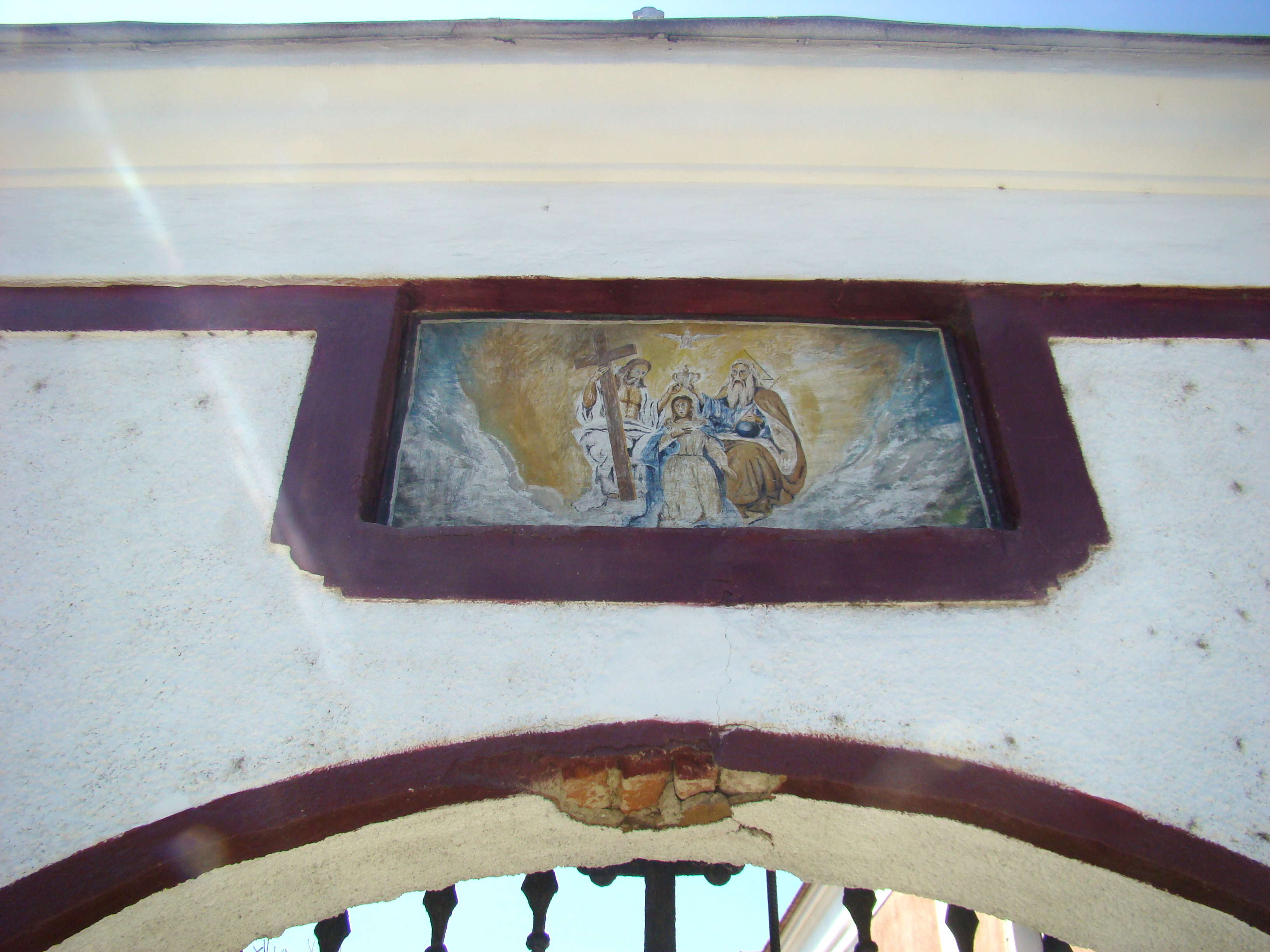
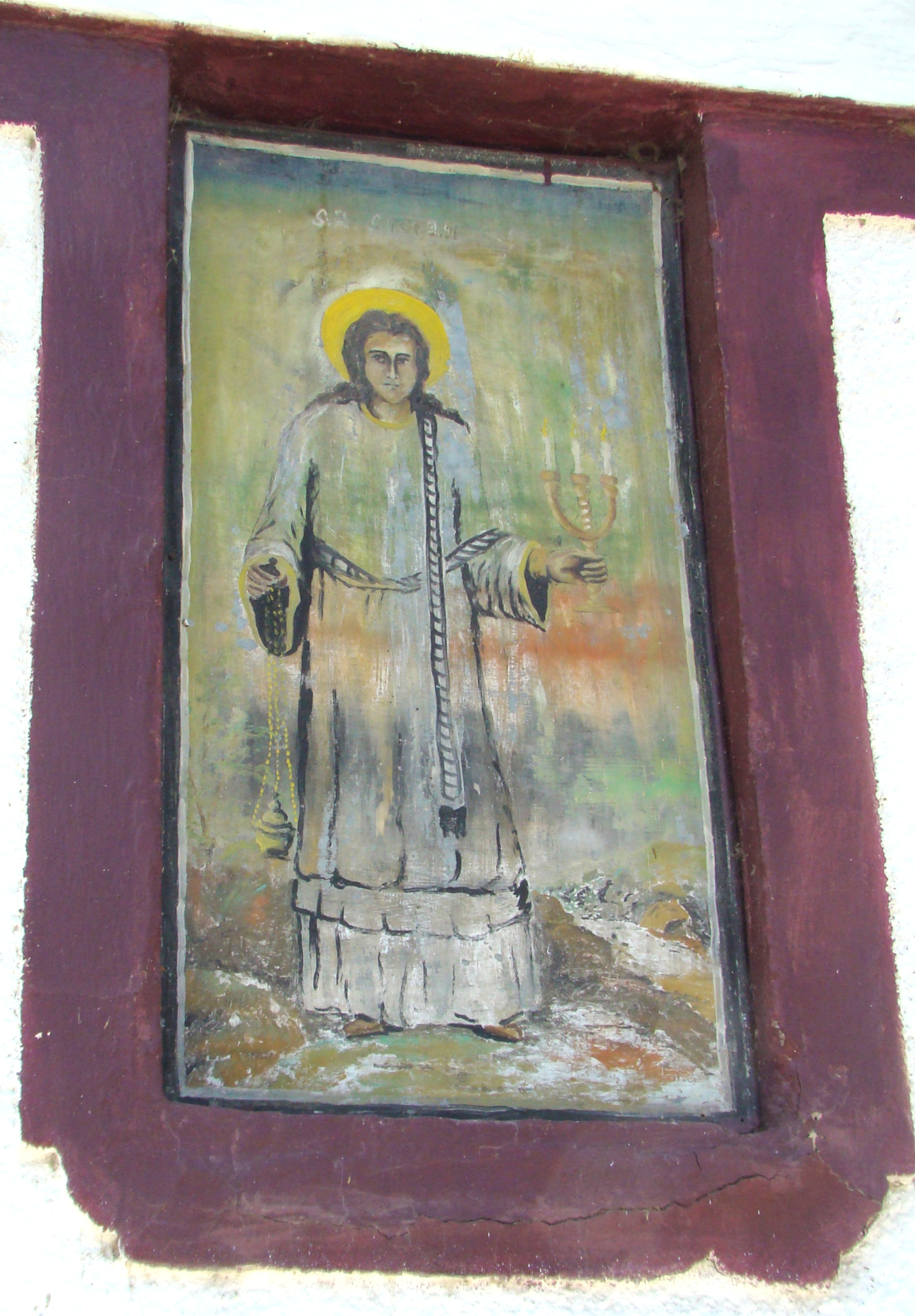
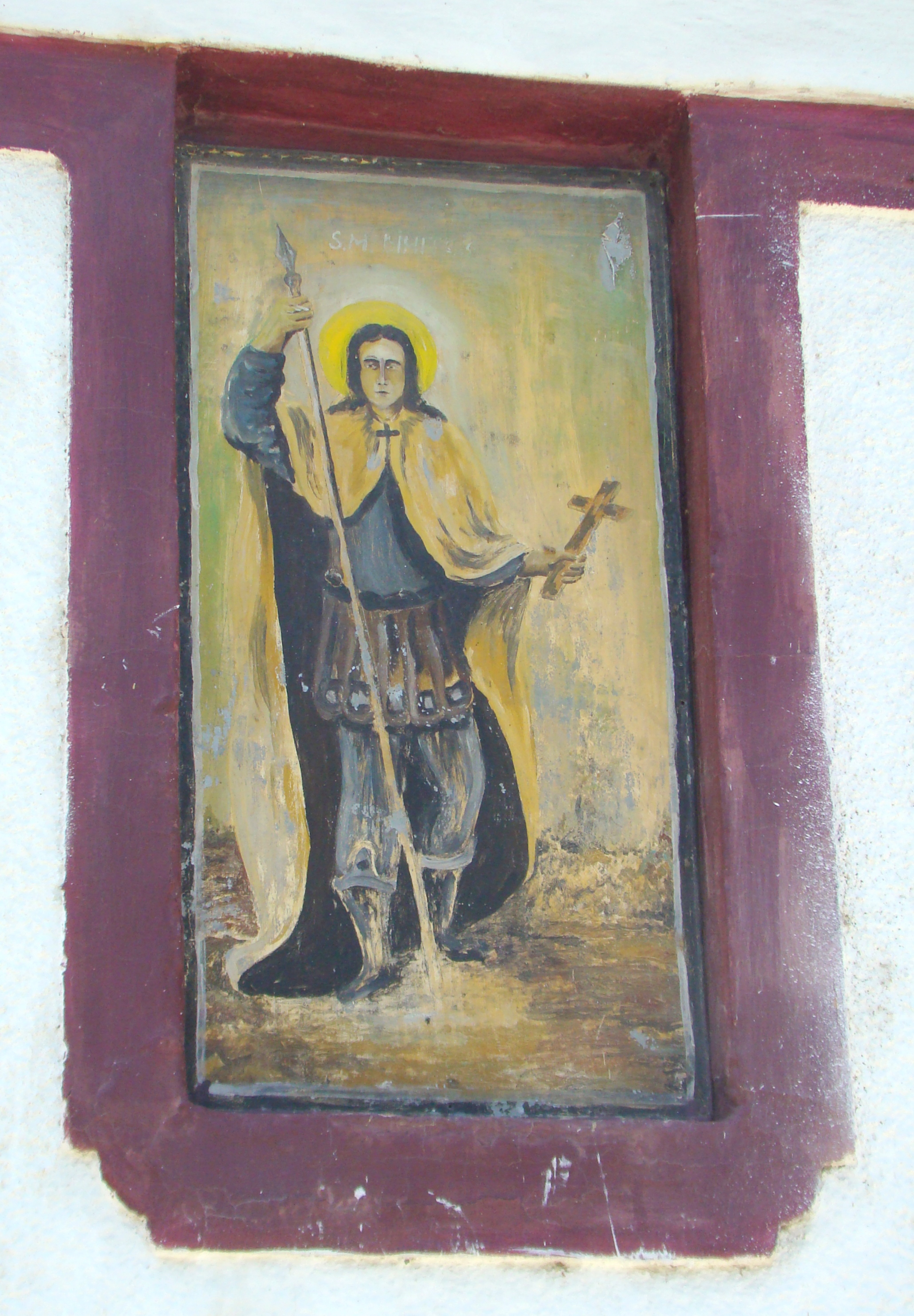
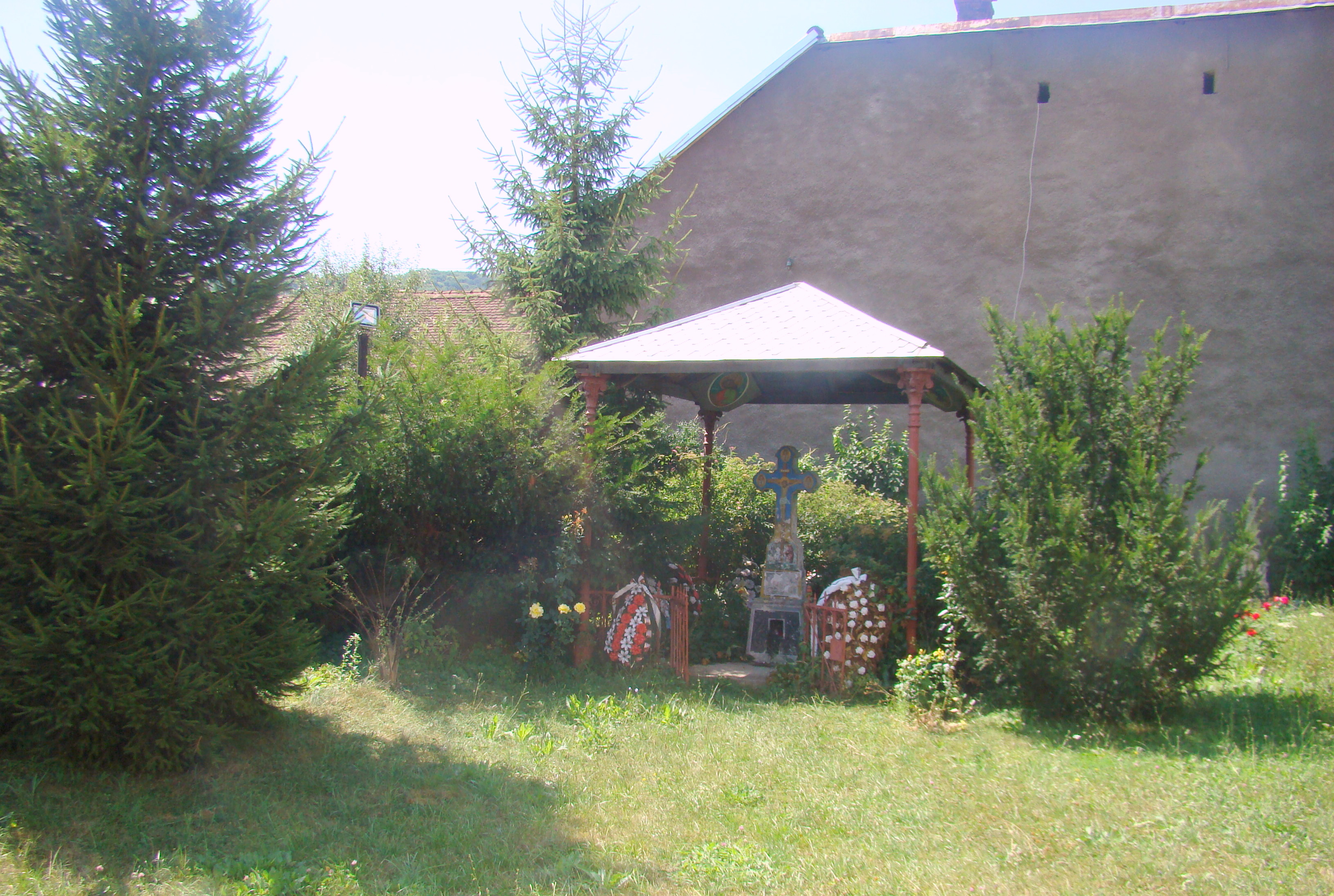
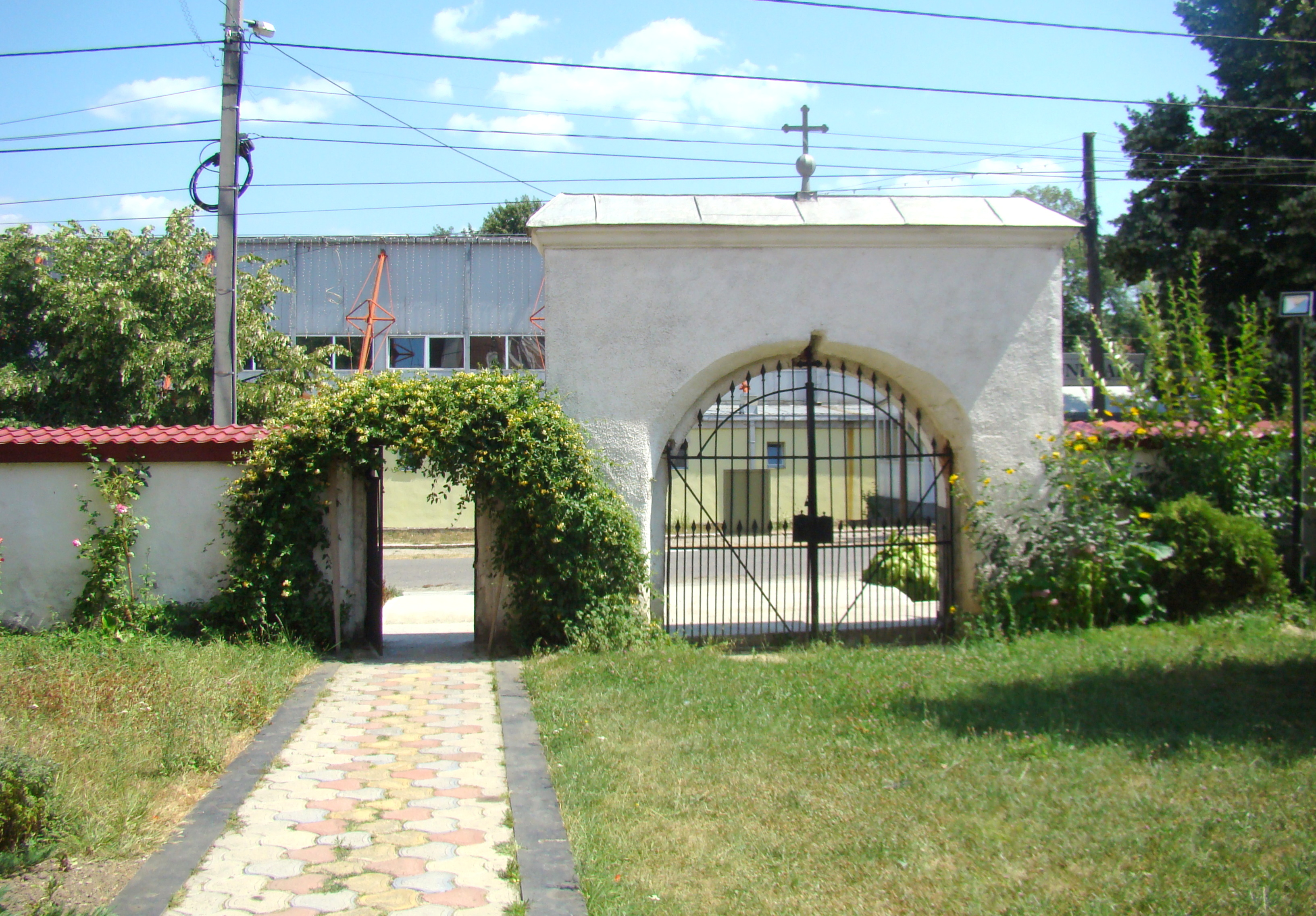
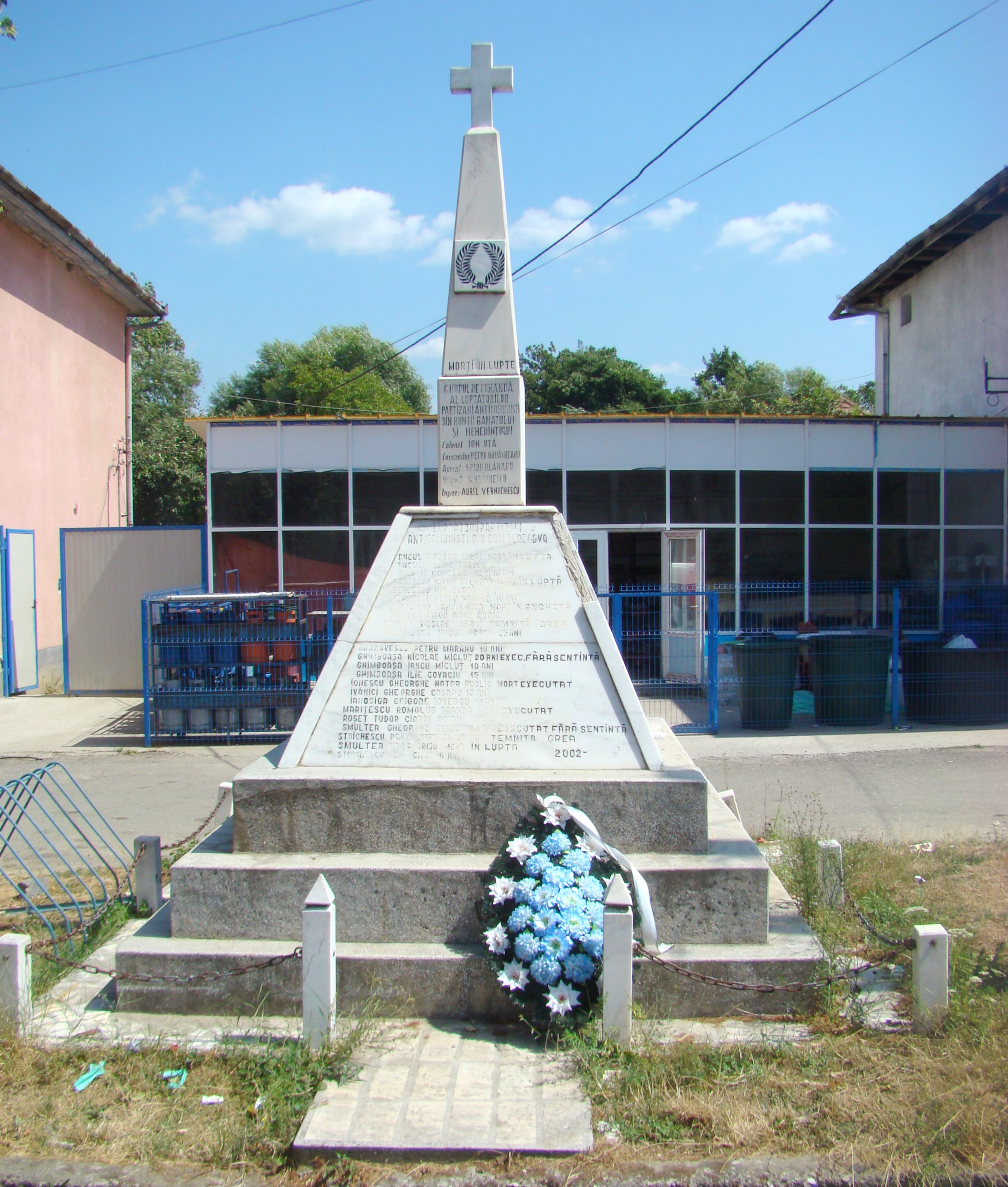
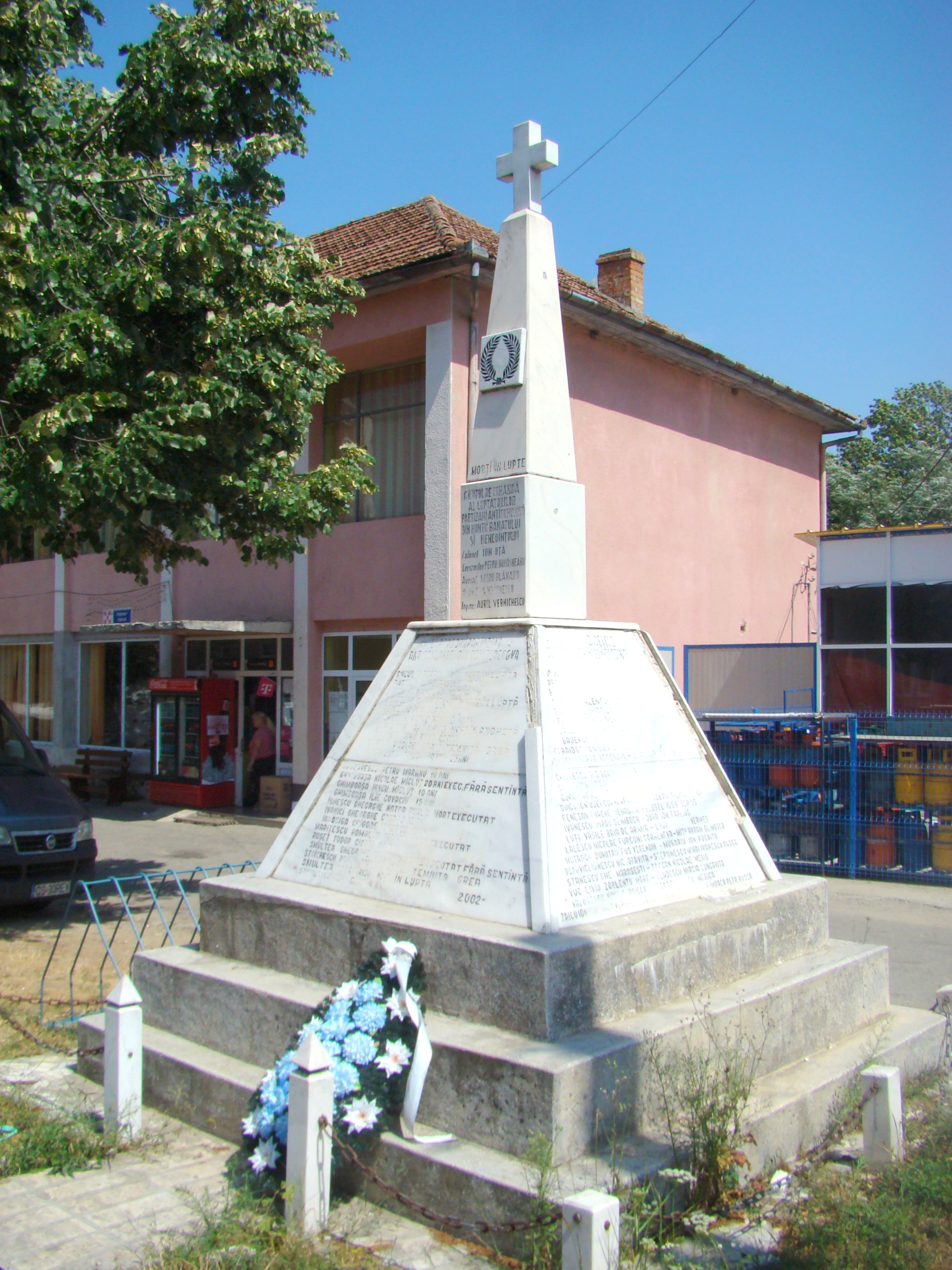